# St Joseph's Football Club
El St Joseph's Football Club és un club de futbol professional de Gibraltar.
Va ser fundat el 20 de gener de 1912, essent el club de futbol en actiu més antic de Gibraltar. Fins a l'any 2024 només ha guanyat una lliga, la temporada 1995–96, però ha guanyat 10 cops la Rock Cup. L'agost de 2017, dos jugadors del club, el capità Esteban Montes i Alberto Montaño, foren sancionats amb cinc i tres anys de sanció respectivament per violació de les normes sobre apostes, essent expulsats del club. El juny de 2022 l'antic propietari del Burnley Mike Garlick comprà el club.

## Palmarès
- Lliga de Gibraltar:[3]

1995–96
- Rock Cup:[4]

1956, 1979, 1983, 1984, 1985, 1987, 1992, 1996, 2012, 2013
- Pepe Reyes Cup:

2013, 2024
- Lliga de Gibraltar femenina:

2007